# Tanja
Tanja er et pigenavn. Det ses undertiden stavet Tania eller Tanya. Tanja er en kortform til russisk Tatjana, et navn af uvis betydning.
Tanya er også af hebraisk oprindelse, der stammer fra det arameiske udtryk, der betyder 'det blev undervist i Baraita', som er bibelsk lærdom.
Ifølge Danmarks statistik var der 5.950 personer med navnet Tanja i Danmark pr 1. januar 2008.[kilde mangler] Navnet er især populært i Syd- og Sønderjylland.[kilde mangler]

## Berømte personer med navnet
- Tanja Bovin, dansk scenograf og kostumier på bl.a. Aarhus Teater.
- Tanja Doky, tidligere privatsekretær og hofdame for HKH Kronprinsesse Mary.
- Tanja Grunwald, dansk casting director. Datter af skuespiller Morten Grunwald.
- Tanja Leu Enevoldsen, dansk tv-vært på lokalstationen Kanal 23 i København.
- Tenia Hardinger, aarhusiansk sanger og sangskriver.
- Tanja Zapolski, dansk klassiske og rytmiske pianist.

## Navnet anvendt i kunsten
- Agent Tanya Adams, en karakter i video spillet Command & Conquer: Red Alert.